# Ischnocnema epipeda
Ischnocnema epipeda es una especie de anfibio anuro de la familia Brachycephalidae.

## Distribución geográfica
Esta especie es endémica de Espírito Santo en Brasil. Habita a 650 metros sobre el nivel del mar en Santa Teresa.

## Descripción
Los machos miden de 16,7 a 23,5 mm y las hembras de 25,6 a 33,2 mm.

## Publicación original
- Heyer, 1984 : Variation, systematics, and zoogeography of Eleutherodactylus guentheri and closely related species (Amphibia: Anura: Leptodactylidae). Smithsonian Contributions to Zoology, n.º 402, p. 1-42[5]